# Fegyvere van, veszélyes (film)
A Fegyvere van, veszélyes (eredeti cím angolul: Armed and Dangerous) 1986-ban bemutatott bűnügyi filmvígjáték. Rendező Mark L. Lester, főszereplők John Candy, Eugene Levy és Meg Ryan.

## Cselekménye
|  | Alább a cselekmény részletei következnek! |

Frank Dooley (John Candy), a Los Angeles-i rendőrség járőre. Egy éjszakai járőrözés során, amikor egyedül van, észreveszi, hogy két kollégája éppen kirabol egy elektronikai cikkeket árusító boltot. Le akarja őket tartóztatni, azonban amikor további járőrkocsik érkeznek, a látszat Dooley ellen szól, így büntetésként elbocsátják a rendőrségtől.
Norman Kane (Eugene Levy) védőügyvéd. Egyik esetének tárgyalása közben a szemlátomást elmebeteg védence megfenyegeti, hogy amennyiben börtönbe kerül, megöleti őt. A fenyegetés hatására meglehetősen furcsa stílusban folytatja tárgyalást, ezt látva a bíró megállapítja róla, hogy az állam legrosszabb ügyvédje, minden bizonnyal idegösszeomlása van, és azt javasolja neki, hogy keressen olyan munkát, ahol kisebb a felelősség.
Az elbocsátott rendőr és az eltanácsolt ügyvéd jobb híján ugyanannak az őrző-védő szolgálatnak a tanfolyamára jelentkeznek („Guard Dog Security”), ahol az ország legalkalmatlanabb jelöltjeivel együtt, egyetlen nap alatt végzik el a semmit sem érő „tanfolyamot”. Már a tanfolyam megkezdésekor közlik velük, hogy kötelező belépniük egy bizonyos szakszervezet tagjai közé, ahol a tagsági díj heti 15 dollár.
Mindjárt az első napon éjszakai ügyeletre kerülnek egy gyógyszergyárba. Noha könnyű műszakra számítanak, egy banda kirabolja a raktárat. Norman először még azt sem képes felismerni, hogy a símaszkos egyének rablók és nem gyógyszerszállítók, végül Frank bátran szembeszáll a gépfegyverrel lövöldöző gengszterekkel, persze nem sikerül a rablást megakadályoznia. Másnap berendeli őket a biztonsági cég egyik főnöke, közli velük, hogy a cég fejenként száz dollár büntetést szabott ki rájuk a rablás miatt. A főnöktől kijövet összeakadnak egy Maggie nevű csinos lánnyal, aki a cég jóindulatú, de a szakszervezeti vezetők és az egyik alfőnök által sakkban tartott tulajdonosának a lánya.
Másnap felháborodva elmennek reklamálni a szakszervezeti gyűlésre, de csak teljes lerázást kapnak a dolgozók védelme helyett a zsebük tömésével foglalkozó vezetőktől. Normanból kibukik az ügyvéd, a tagok befizetéseinek sorsa és a demokratikus vezetőválasztás felől érdeklődik az elnöknél, Carlinónál, de csak annyit ér el, hogy egy szeméttelep és bugyborékoló, füstölgő hordókkal teli veszélyeshulladék-lerakó őrzését bízzák rájuk. Miután gyanakodni kezdenek, hogy valami piszkos dolog zajlik a cégnél, egy konditeremben megkeresik közvetlen főnöküket, aki csak a némileg erőszakos faggatás hatására meséli el az áthelyezés okát, majd egy rendőrségi informátort keresnek fel, aki elmondja, hogy az őrző-védő cég főnöke benne van valami piszkos ügyben (Dooley beszélgetés közben mellesleg kifog egy cápát a malibui mólón).
Álruhában bejutnak egy összejövetelre, amit a szakszervezet elnöke tart. Tanúi lesznek, amint megöleti a könyvelőjét, amikor az megkérdezi, hogy miért kellett a szakszervezet jóléti alapjának pénzét, tizenegy millió dollárt kötvényekbe fektetnie. Az elnök elmondja neki, hogy a pénz dél-amerikai befektetések miatt kell ilyen formában, amit majd az őrző-védő szolgálat kocsijával szállítanak a bankba, de ő gondoskodik róla, hogy a pénzt útközben elrabolják az emberei.
Dooley-t és Kane-t észreveszik és lőni kezdenek rájuk, így menekülniük kell. Egy szexboltba mennek, ahol Frank női ruhát és szőke parókát, Norman meg bőrruhát szerez, majd önmagukat meleg párnak álcázva az üldözők orra előtt sikerül megszökniük.
Másnap (még a szexboltban szerzett álruhában) találkoznak Maggie-vel egy parkban, és elmondják neki, amit a tervezett rablásról megtudtak, és hogy hogyan lehetne megakadályozni, ehhez Normannek kellene vezetnie a pénzszállító autót.
O'Connell kapitány az agyilag két legbénább emberére bízza a pénzszállító autót, azonban Maggie közli velük, hogy nem ők kapják a feladatot és beszáll az autóba.
Frank Dooley otthon motoros dzsekibe öltözik, egy távcsöves pisztollyal szereli fel magát, majd elindul ócska motorjával a pénzszállító után. Amikor dugóba keveredik, először futni kezd az álló autók között. Senki sem akarja felvenni, kivéve egy kissé őrült, cowboy szerű kamionsofőrt, aki lelkesen áll neki az üldözésnek, közben autókon gázol át és zúz össze. Eközben Norman beszáll a Maggie által vezetett autóba és átveszi a vezetést. Carlino emberei hamarosan a nyomukba erednek és lőni kezdenek rájuk és mindenképpen meg akarják állítani a pénzszállítót. Ehhez végző eszközként egy vállról indítható páncéltörő rakétát is bevetnek, ami a kamiont találja el. Azonban Dooley és a kamionsofőr „cowboy” is életben maradnak. Dooley hálából neki adja a spéci pisztolyát. Carlinót és embereit O'Connell kapitány letartóztatja, aki végül nem akart részt venni a rablásban.
A rendőrfőnök felajánlja Dooley-nak és Kane-nek, hogy visszaveszi, illetve alkalmazza őket rendőrnek. Kane-nek nem fűlik hozzá a foga, de Dooley rábeszéli. Frank Dooley elégedett, újra rendőr lett. Norman Kane már az első találkozás óta vonzódott Maggie-hez, most, miután minden rendeződött, Maggie azzal búcsúzik, hogy Norman majd hívja fel. Így Norman álma is teljesülni látszik.
|  | Itt a vége a cselekmény részletezésének! |

## Szereposztás
- John Candy (Kerekes József) – Frank Dooley
- Eugene Levy (Rosta Sándor) – Norman Kane
- Robert Loggia (Szokolay Ottó) – Michael Carlino, a szakszervezet elnöke
- Kenneth McMillan (Szersén Gyula) – Clarence O'Connell kapitány, az őrző-védő főnöke
- Meg Ryan (Györgyi Anna) – Maggie Cavanaugh, Clarence O'Connell lánya, az őrző-védő kiképzője
- Brion James (Háda János) – Anthony Lazarus, Carlino embere
- Jonathan Banks (Juhász György) – Clyde Klepper, Carlino embere
- Tommy 'Tiny' Lister (Melis Gábor) – Bruno, Carlino embere, akit az edzőteremben megszorongatnak
- James Tolkan (Balázsi Gyula) – Lou Brackman, Carlino könyvelője
- Don Stroud (Breyer Zoltán) – Rizzo őrmester
- Larry Hankin (Kassai Károly) – Kokolovitch, őrző-védő
- Steve Railsback (Beratin Gábor) – kamionsofőr, a „Cowboy”
- Robert Burgos (F. Nagy Zoltán) – Mel Nedler
- Tony Burton (Rudas István) – Cappy
- Robert Gray – Butcher
- Larry Flash Jenkins – Raisin
- Stacy Keach, Sr. (Gruber Hugó) – bíró
- Teagan Clive – edzőtermi tag
- David Wohl – ügyész
- Bruce Kirby (Orosz István) – Rendőrkapitány
- K.C. Winkler (Juhász Judit) – Vicki
- Glenn Withrow (Pálmai Szabolcs) – Larry Lupik
- John Solari (Selmeczi Roland) – Dolan
- Sylvia Kauders (Némedi Mari) – Idős nő a partin
- Wilson Camp (Makay Sándor) – Idős férfi a partin

## Megjelenése
Az Egyesült Államokban 1986. augusztus 15-én mutatták be a mozik.

## Fogadtatás
A filmkritikusok szerint nem ez John Candy legjobb filmje, de kiemelik Candy és Eugene Levy közös játékát.

## Forgatási helyszínek
- Los Angeles és környéke, Kalifornia
- a malibui móló

## Érdekesség
- Norman Kane szerepét eredetileg Tom Hanks játszotta volna, de ő nem volt elérhető, ezért John Candy Eugene Levy-t javasolta a szerepre.

## Fordítás
Ez a szócikk részben vagy egészben  az   Armed and Dangerous (film) című angol Wikipédia-szócikk fordításán alapul.  Az eredeti cikk szerkesztőit annak laptörténete sorolja fel. Ez a jelzés csupán a megfogalmazás eredetét és a szerzői jogokat jelzi, nem szolgál a cikkben szereplő információk forrásmegjelöléseként.